# Russell Bussian
Pas d'image ? Cliquez ici

a Compétitions nationales et continentales officielles uniquement.

Russell Bussian, né le 26 juin 1973, est un joueur et entraîneur de rugby à XIII australien évoluant au poste d'arrière ou de centre.
Originaire de l'Etat du Queensland, il dispute le Championnat de Nouvelle-Galles du Sud deux saisons en 1993 et 1994 avec les Seagulls de Gold Coast puis dans les divisions inférieures avant de saisir l'opportunité de s'exiler en France en septembre 2000. Il signe pour Saint-Gaudens et y est l'un des acteurs de la belle période du club commingeois des années 2000 avec un titre de Championnat de France en 2004 après une finale perdue en 2003. Il effectue quasiment toute sa carrière française à Saint-Gaudens hormis une saison à Limoux.
Il devient après sa carrière sportive entraîneur de Saint-Gaudens.

## Palmarès

### En tant que joueur
- Collectif :
  - Vainqueur du Championnat de France : 2004 (Saint-Gaudens).
  - Finaliste du Championnat de France : 2003 (Saint-Gaudens).
  - Finaliste de la Coupe de France : 2010 (Limoux).

### En tant qu'entraîneur
- Collectif :
  - Vainqueur du Championnat de France : 2004 (Saint-Gaudens).